# 반방법론
『반방법론: 무정부주의적 지식론 개요』(Against Method: Outline of an Anarchistic Theory of Knowledge)는 오스트리아의 과학철학자 파울 파이어아벤트가 1975년에 발표한 책이다.
이 책에서 제시하는 테제는, 과학을 비과학으로부터 구분지어주는 과학 특유의 방법론은 존재하지 않으며, 과학은 무정부주의적 활동이라는 것이다. 여기서 무정부주의적이라 함은 인식론적 무정부를 의미한다. 즉 과학은 단일한 방법론에 머무르지 않는 것이며, 그런 방법론이 존재하면 오히려 과학의 진보를 저해할 것이라는 주장이다. 이 책은 특히 갈릴레오의 지구자전설을 상세하게 연구한 것으로 이름이 높으며, 학부생 및 대학원생 수준 과학철학의 필수적 읽기자료로 꼽힌다.